# Essenis

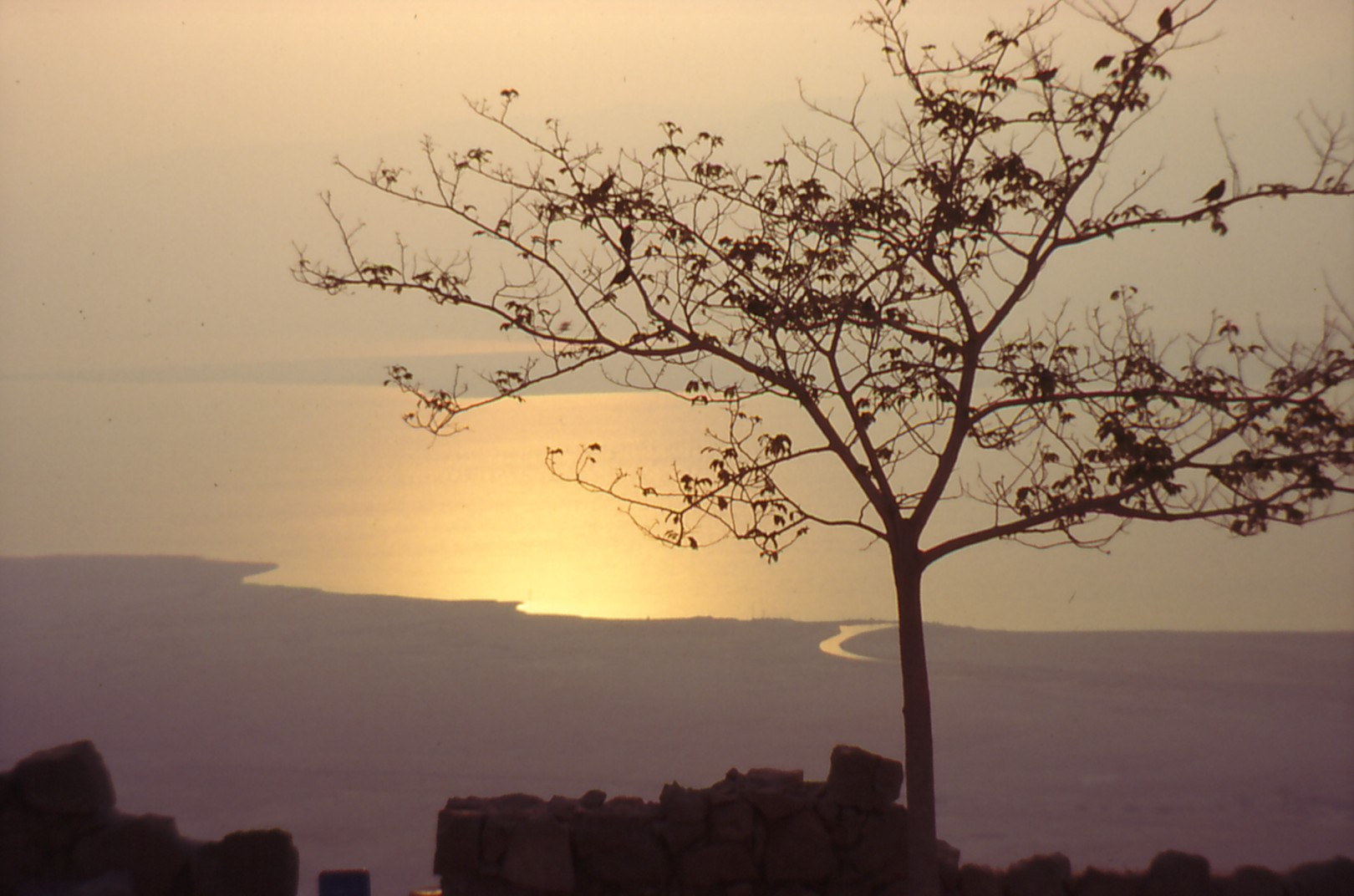
La mar Morta des de Massada

Els essenis eren els membres d'una secta jueva fundada cap al segle ii aC, les principals comunitats de la qual es van establir a la riberes de la mar Morta. Els essenis són descrits per Flavi Josep, Filó d'Alexandria i Plini el Vell. Els arqueòlegs pensen que l'indret de Qumran era un establiment esseni i que aquests serien els autors dels Manuscrits de la mar Morta. El moviment sembla desaparèixer cap a 70 dC.
Aquesta secta jueva era coneguda segurament per Jesús. Aquesta gent vivia al desert, predicaven la fraternitat i el despreniment de les riqueses, i celebraven ritus de purificació a base d'aigua (esseni significa, probablement, pur). Hi ha estudiosos que opinen que el baptisme cristià deriva d'aquests ritus purificadors practicats pels essenis. De fet, Jesús mateix fou batejat per Joan Baptista en aigües del Jordà. Els essenis també creien que els patiments del poble d'Israel eren deguts a la manca de fe, debilitada pel paganisme grec i romà.

## Història
Després de donar suport a la revolta Macabea (166 aC-159 aC), els essenis es retiraren al desert per a "preparar el camí del Senyor", sota el comandament del seu nou líder, el Mestre de Justícia.
Si algú desitjava ser membre de la comunitat (Yahad) havia de ser instruït, acceptat i després passar dos anys de prova per a poder ingressar-hi definitivament. Als qui feien el jurament i entraven a la comunitat se'ls exigia una vida consagrada a l'estudi de la Llei, humilitat i disciplina. No tornaven a jurar perquè estaven obligats a dir sempre la veritat. Els seus béns passaven a formar part de tota la comunitat, i els fruits del treball personal es distribuïen segons les necessitats de cada persona, deixant-ne una part per a auxiliar pobres, vídues, orfes, dones solteres, forasters i esclaus fugitius que, sense ser integrants de la comunitat, requerien ajuda. Duien a terme un estricte codi de disciplina basat en la correcció fraterna mútua. En algunes comunitats les dones no hi eren acceptades i només els homes en podien ser membres.
Administraven la interpretació última de la Llei que havia estat revelada al seu fundador, a qui es fa referència en els seus escrits com el Mestre de la Justícia. Aquest personatge, del qual parlen els manuscrits de la Mar Morta, va viure, segons la majoria dels experts, al voltant del 150 aC i s'hauria oposat al summe sacerdot Jonatan, germà de Judes Macabeu, en considerar que hauria abandonat la fidelitat a Déu. Els seus seguidors se n'anaren a Qumran, lloc que els integrants de la comunitat anomenaren Damasc. L'arqueologia mostra que l'ocupació de Qumran fou molt intensa del 103 aC al 76 aC, durant els regnats d'Aristòbul I i Alexandre Janeu, perseguidors cruels dels seus opositors.
L'essenisme no es limità a Qumran. Al segle i a Jerusalem hi havia un barri esseni. Molts essenis, uns 4.000, segons Flavi Josep, vivien a les ciutats d'una forma particular, pacifista, en comunitat de béns, manifestant la seva doctrina. Segons aquest autor, part dels essenis no es casaven però d'altres, per contra, sí que ho feien. Entre aquests últims hi havia els de Qumran, que havien de casar-se a l'edat de 20 anys.
La comunitat de Qumran se sustentava de l'agricultura. A les ruïnes és important el nombre de dipòsits d'aigua, que eren imprescindibles per a les necessitats físiques d'una comunitat instal·lada enmig del desert, però també formaven una part important del seu ritual, que incloïa nombroses ablucions rituals. Per les seves lleis i deures se sap que els essenis eren vegetarians.

## Creences
Els essenis creien en: 
- la immortalitat de l'ànima,
- el judici final
- la resurrecció
- l'existència dels àngels. I al mateix temps l'existència dels àngels caiguts.

Per als essenis, cap humà no tenia mèrits per considerar-se just per si mateix. Creien que les persones tan sols podien rebre perdó pels seus pecats per amor de Déu i que la seva misericòrdia havia permès crear-hi una Nova Aliança, per als qui es penedien i convertien.
Proclamaven que els convertits podien entendre la paraula de Déu, interpretar els seus missatges en les Escriptures i en la vida i profetitzar gràcies a l'Esperit Sant. El poble els reconeixia el do de profecia i el de guarició. Els seus escrits esmenten guaricions per imposició de mans i l'estudi de les propietats medicinals de plantes i pedres.
Consideraven que els poders terrenals sempre oprimeixen i, per tant, no participaven en les guerres, tal com ens descriu aquest text: 
Quin poble desitja ser oprimit per un altre de més fort que ell? Qui desitja ser espoliat iniquament de la seva fortuna? I, malgrat això, quin és el poble que no oprimeix el seu veí? On és el poble que no n'ha espoliat un altre de la seva fortuna?
Els essenis vivien segons unes regles molt estrictes i aquestes en són un exemple:
- falsejar declaració de béns: un any d'exclusió ;
- mentir o posar-se en còlera contra un altre membre de la comunitat: 6 mesos ;
- escopir o riure durant una reunió o sessió de pregària: 1 mes ;
- gesticular durant una reunió: 10 dies.